# Jun'ichi Okada
Jun'ichi Okada (岡田 准一, Okada Jun'ichi, né le 18 novembre 1980) est membre du boys band japonais V6, sous la direction de Johnny & Associates. Il a intégré cette agence masculine à l'âge de 14 ans.

## Carrière musicale
À l'été 1995, il a participé à Johnny's Pre-School, qui fait partie d'un programme télévisé de variétés sur NTV intitulé Tensai, Takeshi no Genki ga Deru Terebi (天才・たけしの元気が出るテレビ!!). Il a participé à l'audition et a intégré l'agence artistique Johnny & Associates à l'âge de 14 ans. Après seulement trois mois chez Johnny's, il a fait ses débuts en tant que plus jeune membre du groupe à succès V6. Contrairement aux autres membres du groupe, il n'avait qu'une courte expérience au sein l'agence Johnny's Jr. La première fois qu'il a participé à un programme musical s'est produite dès le lancement de V6. Leur première chanson était "Music For the People".
Okada joue de la guitare, ainsi que du piano. Sa mère est professeur de piano. Sa tessiture de voix est médiane et ses solos sont généralement des ballades au rythme calme. Récemment, il a effectué de plus longs solos dans des chansons de V6, telles que "Way of Life". Il a précisé également que lors du concert Vibes de V6 en 2008, il dirigeait la plupart des éclairages, des mises en scène et des costumes.
Après la dissolution de V6 en 2021, il se concentre sur sa carrière d’acteur.

## Carrière d'acteur

### Drames
Outre son appartenance à la V6, Okada est un acteur accompli avec onze films à son actif, dont huit dans le rôle principal, et seize drames, dans quatre desquels il joue le rôle principal. Dans une interview accordée au Shounen Club Premium le 7 mai 2009, il a révélé que c’était le drame japonais Kisarazu Cat's Eye qui avait attiré l’attention des téléspectateurs et des réalisateurs et leur avait fait prendre conscience de ses dons d'acteur. Le succès du drame a conduit à la réalisation deux suites sous forme de films, Kisarazu Cat's Eye: Nihon Series et Kisarazu Cat's Eye: World Serie. Ses autres drames notables comptent Tiger & Dragon, une comédie dramatique sur le rakugo, une forme de comédie japonaise interprétée par une seule personne racontant cette histoire et SP (également connu sous le nom de police de sécurité ), un drame à suspense à propos d’une équipe de gardes du corps de la police de sécurité chargée de protéger des personnalités importantes au sein du gouvernement. Avec Shinichi Tsutsumi comme co-vedette, ce drame a attiré une audience cumulée de 15,35% malgré son créneau horaire tardif de diffusion (samedi à 23h00). Son épisode spécial diffusé en 2008 a également obtenu un taux d'audience de 21,5%.
Après plusieurs années de "pause dramatique", il a été annoncé en 2012 qu'Okada incarnerait le personnage principal du drame historique de la NHK de 2014, Gunshi Kanbei (軍師官兵衛), diffusé en janvier de cette même année. Kanbei, dont le nom de naissance était Yoshitaka Kuroda, était un homme d'ambition qui était le principal stratège de Toyotomi Hideyoshi pendant la période Sengoku.

### Films
Il a fait un grand pas en avant dans sa carrière de film avec Tokyo Tower en 2005. Dans le film, il incarne un jeune étudiant tiraillé entre son amour pour une femme de vingt ans son aînée et l'opinion de la société sur ce type de relation. Puis vint Hana yori mo naho (花よりもなほ), plus connu du public sous le nom de Hana, réalisé par le célèbre réalisateur Hirokazu Koreeda (Distance, After Life et Nobody Knows). Dans le film, Okada joue Sōza, un samouraï indifférent à tuer son ennemi et qui se concentre plutôt sur ce qu'il pourrait faire au quotidien pour s'améliorer. Le film lui a valu une nomination aux Blue Ribbon Awards, mais il a décliné cette nomination. Néanmoins, il a tout de même reçu le Ishihara Yujiro New Actor Award lors du Nikkan Sports Film Award pour son rôle dans Hana. Récemment, il a joué dans des films tels que Kagehinata Ni Saku (陰日向に咲く, Flowers in the Shadow), dépeignant un jeune homme endetté à cause du jeu de pachinko et d’ Otonari (おとなり), une histoire d'amour peu conventionnelle entre deux voisins qui ne se sont jamais rencontrés et qui ne suivent que la vie de l'autre qu'à travers les sons qui leur parviennent à travers le mur.
En 2012, Okada a joué le rôle de Yasui Santetsu, un astronome qui a inventé le calendrier Jokyo utilisé pendant de nombreuses décennies, dans le film Tenchi Meisatsu (天地明察) réalisé par Yōjirō Takita. Ce réalisateur avait déjà remporté un Oscar du meilleur film en langue étrangère, Departures, en 2009. Plus tard cette même année-là, Okada a été annoncé dans un autre film prévu au printemps 2013, Eien no zero (永遠の0), réalisé par Takashi Yamazaki. Ce film suit le parcours d’un pilote kamikaze du nom de Kyuzo Miyabe, un homme décrit comme un lâche qui s’est pourtant porté volontaire pour mourir pour son pays.

## Vie privée
Okada est connu pour être réservé. Il ne rencontre pas beaucoup de personnes au sein de l'agence. Dans une interview sur Shounen Club Premium, Okada a déclaré que lorsqu'il était petit, chaque fois que son tour venait de lire quelque chose en classe, il avait envie de vomir et évitait délibérément d'aller à l'école ces jours-là. Dans V6, il est également la personne la plus silencieuse. Il aime la menuiserie et a sculpté des ours en bois pour les enfants.
En 2010, lors d’une conférence de presse, Okada avait déclaré qu’il était enseignant certifié de Jeet Kune Do et de Kali au Japon. Ce dernier était le principal art martial employé à l'occasion du tournage de la série SP.
Il a épousé Aoi Miyazaki le 23 décembre 2017.
En mai 2018, on a appris que son épouse et lui attendaient leur premier enfant. Il est le quatrième membre de V6 à être père.
Un communiqué sous forme de fax a annoncé la naissance de son fils en octobre 2018.

## Filmographie

### Film
- 2003 : Sauvetage cosmique : Azuma Sawada
- 2003 : Kisarazu Cats Eye: Nihon Series : Kōhei Tabuchi (Bussan)
- 2003 : Hard Luck Hero : Takashi Asai
- 2004 : Thunderbirds : Alan Tracy
- 2005 : Tokyo Tower: Toru Kojima
- 2005 : Fly, Daddy, Fly : Soon-Shin Park
- 2005 : Hold Up Down: Koichi Sawamura
- 2006 : Hana Yori mo Naho : Sōzaemon Aoki (Sōza)
- 2006 : Kisarazu Cats Eye: World Series : Kōhei Tabuchi (Bussan)
- 2006 : Tales from Earthsea : Prince Arren (voix)
- 2008 : Fleurs dans les ombres : Shin'ya
- 2009 : Prélude romantique : Satoshi Nojima
- 2010 : SP Le film: Yabō-hen [21] : Kaoru Inoue
- 2011 : SP le film: Kakumei-hen [21] : Kaoru Inoue
- 2011 : La Colline aux coquelicots : Shun Kazama (voix) [22]
- 2012 : Tenchi: le samouraï-astronome : Shibukawa Shunkai (Santetsu Yasui) [23]
- 2013 : Guerres de la bibliothèque : Atsushi Dōjō [24]
- 2013 : Kamikaze, le dernier assaut : Kyūzō Miyabe
- 2014 : Une chronique de samouraï : Shōzaburō Dan'no
- 2015 : Library Wars: La dernière mission : Atsushi Dōjō
- 2016 : Everest: le sommet des dieux : Makoto Fukamachi
- 2016 : Fueled: l'homme qu'ils ont appelé pirate : Tetsuzō Kunioka
- 2017 : Réminiscence : Inspecteur Atsushi Shikata
- 2017 : Sekigahara : Ishida Mitsunari
- 2018 : La promesse du samouraï : Shinbei Uryū
- 2018 : Ça arrive : Nozaki
- 2019 : The Fable : Akira Satō
- 2020 : Moeyo Ken : Hijikata Toshizō
- 2021 : The Fable: Chapter Two : Akira Satō
- 2022 : HELL DOGS : Shogo Kanetaka/Goro Idetsuki
- 2022 : Jinsei Climber : Narration
- 2023 : Hard Day : Yūji Kudō
- 2023 : Bad Lands

### Télévision
- 1995 : V non Honoo : Jun'ichi Okada
- 1997 : D × D : Toranosuke Kihara
- 1998 : Pu-Pu-Pu Jump : Kazuya Omine
- 1999 : Shin Oretachi no Tabi : Shinroku Kumazawa
- 1999 : Cher ami : Yuuji Yamamuro
- 2000 : Mona Lisa no Hohoemi : Takuro Okajima
- 2000 : Oyaji Tadashi : Tadashi Kanzaki
- 2001 : Chūshingura 1/47 : Chikara Oishi
- 2001 : Hanran no Voyage : Kunpei Sakaue
- 2002 : Renai Hensachi : Ryuji
- 2002 : Œil de chat de Kisarazu : Kōhei Tabuchi (Bussan)
- 2003 : Suekko Chōnan Ane Sannin : Ichiro Kashiwakura
- 2005 : Taika no Kaishin : Kamatari Nakatomino
- 2005 : Fuyu no Undokai : Kikuo Kitazawa
- 2005 : Tigre et dragon : Ryuji Yanaka (Kotatsu)
- 2006 : Niji wo Kakeru Ōhi : Li Eun
- 2007 : SP : Kaoru Inoue
- 2014 : Gunshi Kanbei : Kuroda Kanbei
- 2015 : Library Wars: Livre de souvenirs : Atsushi Dōjō
- 2019 : La grande tour blanche : Goro Zaizen

## Récompenses et nominations
| Année | Organisation                                  | Prix                                  | Œuvre(s)                                                   | Résultat   |
| ----- | --------------------------------------------- | ------------------------------------- | ---------------------------------------------------------- | ---------- |
| 2002  | 32e Academy Drama Television Awards ( ja)     | Meilleur acteur                       | Kisarazu Cat's Eye                                         |            |
| 2005  | 9e Grand Prix de Nikkan Sports Drama          | Meilleur acteur dans un second rôle   | Tigre et dragon                                            | Lauréat    |
| 2006  | 19e édition du Nikkan Sports Film Awards      | Prix du nouvel acteur Ishihara Yujiro | Hana Yori mo Naho, Œil de chat de Kisarazu: Série mondiale | Lauréat    |
| 2008  | 56e cérémonie des Academy of Drama Television | Meilleur acteur                       | SP                                                         | Lauréat    |
| 2014  | 27e Nikkan Sports Film Awards                 | Meilleur acteur                       | Kamikaze, le dernier assaut, une chronique de samouraï     | Lauréat    |
| 2014  | 39e Hochi Film Awards                         | Meilleur acteur                       | Kamikaze, le dernier assaut                                | Lauréat    |
| 2015  | 57e Blue Ribbon Awards                        | Meilleur acteur                       | Une chronique de samouraï                                  | Nomination |
| 2015  | 38e prix de l'académie japonaise              | Meilleur acteur                       | Kamikaze, le dernier assaut                                | Lauréat    |
| 2015  | 38e prix de l'académie japonaise              | Meilleur acteur dans un second rôle   | Une chronique de samouraï                                  | Lauréat    |
| 2015  | 83e cérémonie des Oscars du théâtre télévisé  | Meilleur acteur                       | Gunshi Kanbei                                              | Lauréat    |
| 2017  | 40e prix de l'académie japonaise              | Meilleur acteur                       | Fueled: l'homme qu'ils ont appelé pirate                   | Nomination |
| 2018  | 60e Prix du Ruban Bleu                        | Meilleur acteur                       | Réminiscence, Sekigahara                                   | Nomination |
| 2018  | 27e Tokyo Sports Film Award                   | Meilleur acteur                       | Sekigahara                                                 | Nomination |
| 2018  | 41e prix de l'académie japonaise              | Meilleur acteur                       | Sekigahara                                                 | Nomination |
| 2018  | 43e Hochi Film Awards                         | Meilleur acteur                       | La promesse du samouraï                                    | Nomination |
| 2019  | 73e Mainichi Film Awards                      | Meilleur acteur                       | La promesse du samouraï                                    | Nomination |
| 2019  | 42e prix de l'Académie japonaise              | Meilleur acteur                       | La promesse du samouraï                                    | Nomination |